# پیتر استوی‌چیف
پیتر استوی‌چیف (به انگلیسی: Petar Stoychev) (زادهٔ ۲۴ اکتبر ۱۹۷۶) شناگر اهل بلغارستان است.